# هیروکی آرای
هیروکی آرای (انگلیسی: Hirooki Arai؛ زادهٔ ۱۸ مهٔ ۱۹۸۸) یک دونده پیاده‌روی سرعت اهل ژاپن است. از افتخارات وی میتوان این ورزشکار میتوان به کسب مدال برنز ۵۰ کیلومتر پیاده‌روی در بازی‌های المپیک تابستانی ۲۰۱۶ اشاره کرد.